# Lapis (cràter)
Lapis és un cràter sobre la superfície de (2867) Šteins, situat amb el sistema de coordenades planetocèntriques -31.5 ° de latitud nord i 329.7 ° de longitud est. Fa un diàmetre de 0.44 km. El nom va ser fet oficial per la UAI el nou de maig de 2012 i fa referència al lapislàtzuli, una roca composta per diversos minerals, amb un color blau predominant.